# 1510 w literaturze
Wydarzenia literackie w 1510 roku.

## Nowe książki
- polskie
  - Historia Aleksandra Wielkiego

## Nowe poezje
- polskie
  - Jan Dantyszek – De virtutis et fortunate differentia somnium (Sen o różności Cnony i Fortuny)

## Urodzili się
- Jerzy z Tyczyna – humanista, poeta polsko-łaciński